# Mikołaj Sęp Szarzyński
Mikołaj Sęp-Szarzyński (kolem roku 1550 – 1581) byl polský renesanční básník, předchůdce baroka. Jeho básně byly posmrtně publikovány bratrem v roce 1601 v knize Rytmy abo Wiersze polskie. Psal mezi jinými sonety (O wojnie naszej, którą wiedziemy z szatanem, światem i ciałem). I když je autorem jedné sbírky, patří mezi nejdůležitější básníky doby staropolské.[zdroj⁠?!]